# Becard cendrós
El becard cendrós (Pachyramphus rufus) és un ocell de la família dels titírids (Tityridae). Es troba a Panamà, Colòmbia, Veneçuela, Perú, Brasil, Surinam, Guyana i Guaiana Francesa. Els seus hàbitats inclouen matollars, manglars, boscos tropicals i subtropicals de frondoses humits de les terres baixes, cursos d'aigua, bé com plantacions, pastures i boscos molt degradats. El seu estat de conservació es considera de risc mínim.